# Alan Franco
Alan Javier Franco (Avellaneda, 11 de outubro de 1996) é um futebolista argentino que atua como zagueiro. Atualmente joga pelo São Paulo.

## Carreira

### Independiente
Nascido em Avellaneda, Alan Franco ingressou nas categorias de base do Independiente em janeiro de 2015, vindo do San Telmo. O defensor assinou seu primeiro contrato profissional com o clube no dia 20 de dezembro de 2016, concordando com um acordo até 2020, e foi promovido ao time principal logo depois.
Franco fez sua estreia no time principal — e no Campeonato Argentino — no dia 18 de março de 2017, começando como titular em um empate em casa por 0–0 contra o San Martín de San Juan. Marcou seu primeiro gol como profissional no dia 12 de julho, abrindo o placar na vitória em casa por 4–2 sobre o Deportes Iquique, válida pela Copa Sul-Americana.
Franco tornou-se titular sob o comando de Ariel Holan durante a Sul-Americana, participando das duas partidas da final contra o Flamengo.

### Atlanta United
Em 8 de abril de 2021, foi comprado pelo Atlanta United, da Major League Soccer, por R$14 milhões pelos seus direitos econômicos. Franco juntou-se ao novo clube com um contrato de cinco anos como jogador designado. O argentino fez sua estreia no dia 27 de abril de 2021, numa derrota por 3–0 contra o Philadelphia Union, válida pela Liga dos Campeões da CONCACAF.

### São Paulo
Anunciado como reforço do São Paulo no dia 5 de janeiro de 2023, assinou contrato por três anos, com o clube comprando 80% de seus direitos econômicos por cerca de R$ 8 milhões.
Realizou sua estreia pelo Tricolor no dia 20 de janeiro, começando como titular na vitória por 2–1 sobre a Ferroviária, válida pelo Paulistão. Na ocasião, Alan Franco fez uma partida sólida ao lado de Nahuel Ferraresi, não sofrendo dribles nem cometendo faltas. Marcou seu primeiro gol pelo São Paulo no dia 5 de fevereiro, sendo esse o único da vitória por 1–0 contra o Santo André, pelo Paulistão. Em um dos últimos lances da partida, numa cobrança de escanteio de Wellington Rato, Franco subiu na primeira trave e cabeceou no contrapé do goleiro.
Em 27 de setembro, o zagueiro fez o primeiro gol da vitória por 2–1 sobre o Coritiba, pelo Campeonato Brasileiro, após pegar o rebote de uma cobrança de falta de James Rodríguez.
Alan Franco voltou a balançar as redes no dia 7 de fevereiro de 2024, numa vitória por 3–0 contra o Água Santa, no Morumbi, válida pelo Campeonato Paulista.
Em 2024, Alan Franco fez 44 partidas neste ano, titular em 41 delas.

## Títulos
Independiente
- Copa Sul-Americana: 2017

São Paulo
- Copa do Brasil: 2023[13]
- Supercopa Rei: 2024[14]